# Masashi Saitō
Masashi Saitō (jap. 齋藤将士 Saitō Masashi; ur. 30 kwietnia 1982) – japoński zapaśnik w stylu wolnym. Zdobył złoty medal w mistrzostwach Azji w 2007 i brązowy w 2006 roku.